# ورزشگاه طلا
ورزشگاه طلا یک استادیوم چند منظوره در بره، رومانی است. از این ورزشگاه بیشتر برای مسابقات فوتبال استفاده می‌شود و به عنوان ورزشگاه خانگی آرول براد است. این ورزشگاه دارای ۱۵۰۰ نفر ظرفیت است.